# 北大湖镇
北大湖镇，原五里河镇，是中华人民共和国吉林省吉林市永吉县下辖的一个乡镇级行政单位。位于永吉县东南部，距县城22.5千米。

## 行政区划
北大湖镇共有16个行政村、1个街道、5个居民委、101个社：
北大湖社区、五里河村、朝阳村、向阳村、朝鲜族村、草庙子村、小山村、桄子沟村、南沟村、西家村、郭范村、小屯村、白马夫村、三家子村、官地村、头道村、鸦鹊村和北大湖体育旅游经济开发区。
西家村即奚家村。

## 简介
面积444.8平方公里；耕地面积6268公顷，总人口4.1万人，其中农业人口3.7万人，小二型以上的水库5座，大小河流17条，海拔超千米的高山峰有七座。是永吉县最大的林区，木材蓄积量达260多万立方米，林地面积达2.7万多公顷，每年可供采伐的林木达2万多立方米

## 历史沿革
1938年成立五里河村筹备处，1939年为五里河村公所；1945年属官马山区（七区）。1956年建乡，1958年改公社，1984年复置乡，1985年建五里河镇。2002年3月五里河镇更名为北大湖镇。

## 滑雪场
1993年始建北大壶滑雪场。
北大湖本无湖。本是乾隆皇帝赐名的北大壶，因20世纪60年代地质测绘时传讹。已更名北大壶。
摩天岭，海拔1325米，吉林市第2高峰，属于吉林哈达岭。摩天岭与著名的北大壶滑雪场毗邻。周围附近有好几座超过千米的高山。南面是海拔1406米的吉林市第一高峰南楼山，西南面是1115米的白马虎山，东南面是1231米的北大壶大顶子山，北面是1017米的大砬子山，西面是1275米的四方顶子。壶状的山形使得这里窝风藏雪，最大厚度达 1.5米，成为天然优质雪场。从壶口到壶底贯穿的雪道，最大落差870米。